# Luis de Medina Abascal
Luis Ramón de Medina Abascal (Sevilla, 31 de agosto de 1980) es un aristócrata, empresario y socialité español.

## Biografía
Hijo de Rafael de Medina y Fernández de Córdoba, XIX duque de Feria y de la modelo Naty Abascal, es el menor de los dos vástagos del matrimonio. Estudió en un colegio privado de Dos Hermanas (Sevilla), pasando después por un internado jesuita en Villafranca de los Barros (Badajoz), el Reino Unido, The Kiski School en Pensilvania (Estados Unidos), un colegio agustino en El Escorial para finalmente abandonar los estudios al cumplir los 18 años y aprobar el COU en un colegio privado americano de Sevilla.
Convertido en una socialité con relaciones en el ámbito de la moda y la alta costura atribuidos a la influencia y contactos de su madre, en 2015 ejerció por unos meses como embajador de la marca italiana Dolce & Gabbana. Como empresario, consta en el Registro Mercantil como administrador único o socio único de empresas con objetos sociales diversos, como la consultoría, la compraventa de valores o la intermediación comercial.

### Caso Mascarillas
En abril de 2022, se reveló que la Fiscalía Anticorrupción le investigaba junto a Alberto Luceño Cerón por el cobro por parte de Medina y Luceño de comisiones valoradas en seis millones de euros por el suministro de 1 millón de mascarillas FFP2 y 250 000 tests de anticuerpos al Ayuntamiento de Madrid, que abonó once millones de euros por estas compras en marzo de 2020, en el contexto de la primera ola de la pandemia de COVID-19 en España.
Medina habría recibido un millón, y Luceño el resto, por la intermediación en la compra de estos materiales con una compañía de Malasia llamada Leno para la empresa funeraria municipal de Madrid, de titularidad pública. La Fiscalía apreciaba indicios de falsedad de documento mercantil y estafa en la actuación de Medina, solicitando nueve años de cárcel por los hechos. En marzo de 2025, la Audiencia Provincial de Madrid absolvió a Medina de todos los cargos y condenó a Luceño a tres años y ocho meses de cárcel por falsedad de documento público y delito fiscal.